# Pinnixa rathbuni
Pinnixa rathbuni (лат.) — вид морских крабов из семейства Pinnotheridae.

## Внешний вид и строение
Глаза маленькие, редуцированные. Длина карапакса до 7 мм, почти вдвое меньше ширины. Его боковой край тонко гранулирован и густо опушен. Клешни мощные, неподвижный палец у самцов очень короткий, с одним крупным зубцом на хватательном крае, подвижный палец сильно изогнут вниз. Четвертая пара ног длиннее остальных.

## Распространение и места обитания
Встречается в Японском море в заливе Петра Великого, у острова Хонсю, в Южно-Курильском проливе и в заливе Анива. Живет на илистом дне или илистом дне с ракушками. Как и другие Pinnotheridae, часто живет в трубкам многощетинковых червей, являясь их комменсалом. Встречаются от литорали до глубины 132 м.

## Размножение и развитие
Пелагическая личинка (зоэа) Pinnixa rathbuni легко отличима по куполообразному карапаксу с четырьмя длинными шипами и форме пятого брюшного сомита, охватывающего тельсон в виде подковы. Эти признаки (имеющиеся также у родственного вида Pinnixa longipes) типичны для рода Pinnixa. У Pinnixa rathbuni обнаружено пять стадий зоэа.
Согласно исследованиям, проведенным в 2015 году в заливе Восток, зоэа Pinnixa rathbuni абсолютно доминировали в планктоне среди личинок крабов с мая по ноябрь. Отмечено несколько пиков численности этих личинок, что указывает на многократное размножение в течение года. Летом они составляли от 71 до 96 % от всех личинок крабов, а в мае и ноябре они были единственными личинками крабов.